# 伊夫利
伊夫利是澳洲新南威爾斯州雪梨的一個市區，位於雪梨商業中心區以南約3（1.9英里）處，雪梨市地方政府行政區內。
據2021年澳洲人口統計，該區居民人口為606人。